# Do widzenia, panie Chips
Do widzenia, panie Chips (ang. Goodbye, Mr. Chips) – film amerykański z 1969 roku, będący drugą adaptacją powieści Żegnaj Chips Jamesa Hiltona.

## Treść
Akcja toczy się w dwudziestoleciu międzywojennym. Treścią filmu jest historia życia nauczyciela – pana Arthura Chippinga, pracującego w prywatnej, angielskiej szkole. Z natury srogi i wymagający, pod wpływem miłości kobiety – aktorki rewiowej Katherine Bridges, staje się człowiekiem wyrozumiałym i bardziej poważanym przez ogół. Wkrótce Katherine rezygnuje z estrady, by zostać stateczną żoną nauczyciela. Szczęśliwy okres w ich życiu kończy się z wybuchem drugiej wojny światowej i pierwszymi nalotami na Londyn.

## Obsada
- Peter O’Toole (Arthur Chipping),
- Petula Clark (Katherine Bridges),
- Michael Redgrave (The Headmaster),
- Alison Leggatt (Headmaster's Wife),
- Siân Phillips (Ursula Mossbank),
- Michael Bryant (Max Staefel),
- George Baker (Lord Sutterwick),
- Leo Britt (Elder Master),
- Barbara Couper (Mrs. Paunceforth),
- Michael Culver (Johnny Longbridge),
- Elspet Gray (Lady Sutterwick),
- Clinton Greyn (Bill Calbury),
- John Gugolka (Sutterwick Jr.),
- Patricia Hayes (Miss Honeybun)